# 1670-1679
De jaren 1670-1679 (van de christelijke jaartelling) zijn een decennium in de 17e eeuw.

## Belangrijke gebeurtenissen

### Republiek der Zeven Verenigde Nederlanden
- 1670 : Verdrag van Dover. Koning Lodewijk XIV van Frankrijk belooft koning Karel II van Engeland financiële steun, zodat Karel los van het Engelse Parlement kan handelen, in ruil voor zijn steun in de oorlog tegen de Republiek.
- 1671 : Spanje belooft de Republiek steun. Juan Domingo Mendez de Haro y Fernández de Córdoba wordt opperbevelhebber in de Spaanse Nederlanden.
- 1671-1672 : Lodewijk XIV bereikt een akkoord met de bisschop van Munster, bisschop van Keulen en de bisschop van Luik voor een veilige doorgang voor zijn troepen.
- 1672 : Derde Engels-Nederlandse Oorlog. Op 6 april verklaart Engeland de oorlog aan de Republiek.
- 1672 : Hollandse Oorlog. Op 5 mei steken de Fransen de grens over
- 1672 : Tweede Münsterse Oorlog. Op 26 mei verklaart bisschop Christoph Bernhard von Galen de Republiek de oorlog.
- 1672 - Moord op de gebroeders De Witt. 20 augustus - Raadspensionaris van Holland Johan de Witt, de belangrijkste staatsman van het moment, wordt samen met zijn broer Cornelis de Witt, lid van de Staten-Generaal, gelyncht door een woedende menigte. Dit gebeurt in Den Haag, in en bij de Gevangenpoort, waar Cornelis zojuist gevangen was gezet wegens een vermeende beraming van een moordaanslag op Willem III. Die wordt met steun van de Oranjepartij tot stadhouder benoemd. De Staten-Generaal verklaren het stadhouderschap erfelijk voor de nakomelingen van Willem III.
- 1673 : Beleg van Maastricht. Maastricht wordt van 1673 tot 1678 bezet door het Frankrijk van de Zonnekoning Lodewijk XIV. Van tijd tot tijd belegeren en plunderen de Fransen de omliggende plaatsen Valkenburg, Heerlen en Sittard.
- 1673 : Slag bij Kijkduin. Een Engels-Franse vloot wordt verslagen door admiraal Michiel de Ruyter.
- 1673 : Quadruple Alliantie. De Republiek krijgt steun van Keizer Leopold I.
- 1674 : Vrede van Westminster. Engeland en de Republiek sluiten vrede.
- 1675 : De Fransen veroveren de Citadel van Luik
- 1676 : Beleg van Maastricht. Willem III slaagt er niet in de stad te heroveren.
- 1677 : Slag bij Kassel. Willem III kan de Franse opmars niet stuiten.
- 1678-1679 : Vrede van Nijmegen betekent het einde van de Hollandse Oorlog.

### Scandinavië
- 1674-1679 : Schoonse Oorlog. Zweden is met Frankrijk geallieerd tegen verscheidene Europese landen. De Republiek der Zeven Verenigde Nederlanden, die door Frankrijk wordt aangevallen, zoekt steun bij het Koninkrijk Denemarken en Noorwegen.
- 1674-1675 : Lodewijk XIV vraagt Zweden, Brandenburg aan te vallen.
- 1675 : Na wat aarzeling start Christiaan V van Denemarken een invasie van Blekinge, Halland en Schonen.
- 1676 : Slag bij Lund. De Zweden verslaan de Denen.
- 1677 : Slag bij Landskrona. Opnieuw worden de Denen verslagen.
- 1678 : Beleg van Stralsund. Zweden verliest tegen Brandenburg-Pruisen.
- 1679 : Vrede van Lund. Denemarken moet de veroverde gebieden aan Zweden teruggeven.

### Ottomaanse Rijk
- 1672-1676 : Pools-Ottomaanse oorlog. De Kozakken van Rechteroever-Oekraïne vragen steun aan het Ottomaanse Rijk.
- 1672 : Verdrag van Buchach. Voor Polen een zware nederlaag.
- 1673 : Koning Michaël Korybut Wiśniowiecki van het Pools-Litouwse Gemenebest sterft, hij wordt opgevolgd door opperbevelhebber Jan III Sobieski.
- 1675 : Slag bij Lviv. Het Poolse leger verslaat de Ottomanen.
- 1676 : Verdrag van Żurawno. Twee derden van Oekraïne blijft Ottomaans, Ottomaans Oekraïne.
- 1676 : Kara Mustafa wordt grootvizier onder sultan Mehmet IV.

### Europa
- 1678 : Vrede van Nijmegen. Het Vrijgraafschap Bourgondië houdt op te bestaan en wordt een Provincies van Frankrijk. Ook het Hertogdom Opper-Lotharingen komt in Frans bezit.
- 1678 : Hertog Karel V van Lotharingen vlucht naar het Heilig Roomse Rijk en huwt met Eleonora van Oostenrijk, de halfzus van Keizer Leopold I

### Wereldhandel en kolonies
- 1674 : Vrede van Westminster. De Republiek doet afstand van Nieuw-Nederland en krijgt in ruil Suriname. De Engelse kolonisten verlaten massaal Suriname na de overdracht aan de Nederlanden, en feitelijk loopt de kolonie leeg. Gouverneur Johannes Heinsius vermeldt in 1679 dat het aantal blanken in twaalf jaar tijd van 1500 tot nog geen 500 is teruggelopen.
- 1674 : De failliete West-Indische Compagnie wordt ontbonden, maar al in hetzelfde jaar wordt een nieuwe WIC opgericht, met beperkt octrooi maar met monopolie op het slaventransport.
- 1678 : Vrede van Nijmegen. Nieuw Walcheren of Tobago wordt Frans.
- 1678 : Java's Noordoostkust, een van de gouvernementen van de VOC, wordt opgericht.

### Afrika
- 1670 : In West-Afrika ontstaat een onafhankelijk koninkrijk, Ashanti.

### Amerika
- 1675-1678 : King Philip's War. De Wampanoag indianen verzetten zich tegen de uitbreiding van Nieuw-Engeland.

### Godsdienst

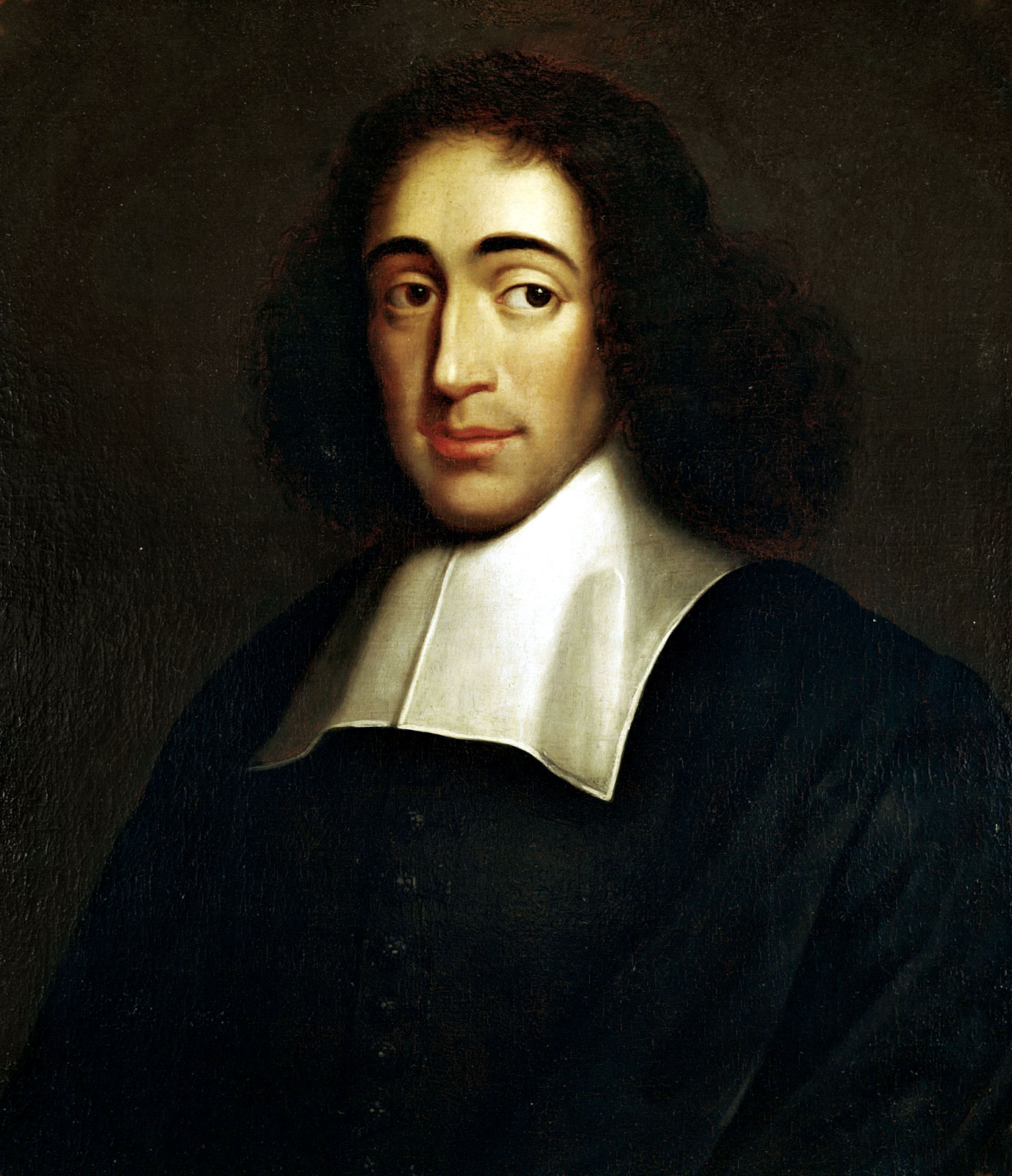
Baruch Spinoza

- De predikant van Sint-Philipsland Pontiaan van Hattem ontwikkelt, mede beïnvloed door de ideeën van Spinoza, zijn vrijzinnige opvattingen, die hij in zijn Verhandeling of lessen over den Catechismus bekendmaakt.
- in 1675 geeft Miguel de Molinas Guida Spirituale uit, waarin hij de zuivere liefde tot God propageert in een woordloos of stil gebed. Zijn Geestelijke Gids met aantrekkelijke metaforen wordt door volgelingen, zowel katholieken als protestanten, beschouwd als een werkje van onschatbare waarde, hoe kort en klein het ook is. Het is meer dan twintig keer uitgegeven in veertien verschillende talen en dat op zes jaar tijd.
- Philipp Jakob Spener geeft in zijn Pia desideria een overzicht van een groot aantal misstanden in de Lutherse kerk. Het boek maakt grote indruk. Uit de vele reacties blijkt dat Spener de behoefte aan verandering goed heeft ingeschat. Het piëtisme ontwikkelt zich als stroming binnen de Lutherse Kerk.

## Wetenschap en techniek

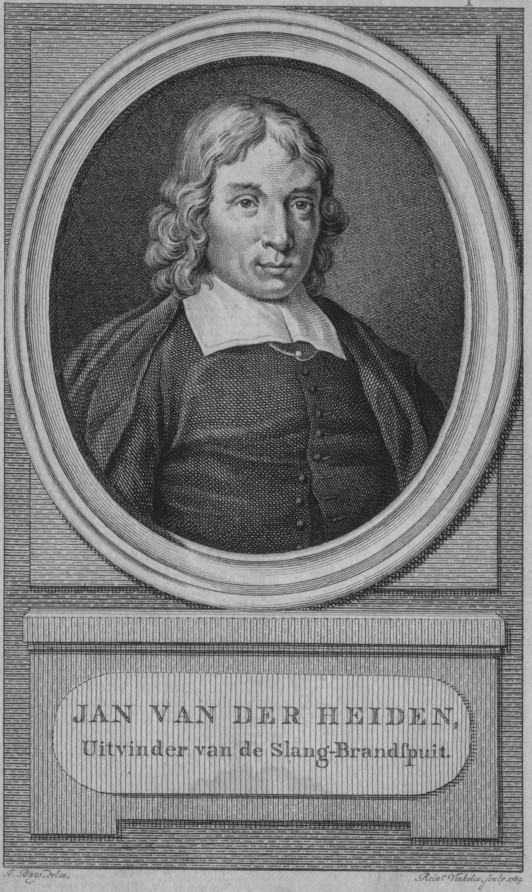
Jan van der Heiden

- 1670 - Marcello Malpighi ontdekt met behulp van een microscoop de bloedcellen en wordt de grondlegger van de microscopie.
- 1670 - Gottfried Wilhelm Leibniz bouwt een mechanische rekenmachine die kan vermenigvuldigen en delen.
- De spiegeltelescoop wordt ontwikkeld door Isaac Newton, James Gregory en Laurent Cassegrain.
- 1675 - John Flamsteed begint met het opstellen van een sterrencatalogus en nummert iedere vaste ster.
- 1679 - Antoni van Leeuwenhoek ontdekt de zaadcel.
- 1670 - Spinoza geeft zijn Tractatus theologico-politicus uit. Hij stelt daarin dat democratie van alle regeringsvormen degene is die het meest natuurlijk is en het meest in samenklank met de individuele vrijheid.
- Jan van der Heijden ontwerpt een betere straatverlichting (1669) voor de stad Amsterdam. Er zijn ruim 1800 lantaarns geplaatst. Het initiatief wordt in andere steden nagevolgd, o.a. Gouda 1674, Den Haag 1678, Groningen 1681, Utrecht 1682, Hoorn 1682).

## Kunst en cultuur

### Muziek
- 1679 : Alessandro Stradella componeert de opera Il Trespolo tutore.

## Belangrijke personen

### Overleden
- 1675 : Hertog Karel Emanuel II van Savoye sterft, hij wordt opgevolgd door zijn negenjarige zoon Victor Amadeus II.
- 1676 : Tsaar Alexis van Rusland sterft, hij wordt opgevolgd door zijn zoon Fjodor III.

<< · 1670 · 1671 · 1672 · 1673 · 1674 · 1675 · 1676 · 1677 · 1678 · 1679 · >>
<< · 1600-1609 · 1610-1619 · 1620-1629 · 1630-1639 · 1640-1649 · 1650-1659 · 1660-1669 · 1670-1679 · 1680-1689 · 1690-1699 · >>